# 聯邦醫療保險詐欺
在美國，聯邦醫療保險詐欺（英語：Medicare fraud）指的是申請人並沒有理賠的權利，但仍向聯邦醫療保險（Medicare）申請費用報銷。Medicare詐欺有許多不同的類型，但目標一致：非法從Medicare計劃中詐取金錢。
要查出Medicare詐欺的總金額，很困難，因為並非所有詐欺都會被偵查到，而且並非所有看來可疑的理賠申請最後都被證明是詐欺。根據美國行政管理和預算局（OMB）的數據，在2010年，Medicare的"不當付款"金額為479億美元，但其中一些付款後來被證明屬於合法。 美國國會預算辦公室（CBO）估計，Medicare在2010年的總支出為5,280億美元。Medicare在2018年的總支出（扣除保費收入，與其他可以抵充的收入）為6,050億美元。 

## 詐欺類型
典型的Medicare詐欺類型大致如下：
1. 幽靈計費：醫療衛生提供者對不必要的醫療照顧或從未做過的醫療照顧、不必要的醫學測試或從未做過的測試、不必要的醫療器械、或標明為新，但實際上是使用過的器械，向Medicare申請理賠。
2. 患者帳單：參與詐騙的患者提供其Medicare證件號碼以換取費用回扣。服務提供者開出各式原因向Medicare申請理賠，並且囑咐患者，要他們承認接受過服務。
3. 升碼伎倆和分拆服務：假造患者需要更高代碼的醫療照顧，膨脹帳單金額。[6][7]，或者把費用比較低的一組醫療照護分拆成幾份不同的，以便申請更高的理賠費用。[8]

2011年，針對詐欺行為的打擊行動對"9個城市中的111名被告，包括醫生、護士、醫療衛生服務公司所有者和高管"提出詐欺的控訴，內容涉及"各種治療和服務，例如居家照護、物理治療和職能治療、神經傳導研究、和耐用的醫療器械。" 
在2009年通過的《患者保護與平價醫療法案》（PPACA，或稱ACA）提供額外的3.5億美元預算，用來揪出有意或是無意間涉入Medicare詐欺的醫生。預防和逮捕的策略包括加強對計費模式的審查，以及利用數據作分析。PPACA還設下更嚴厲的處置；例如，要求醫生在60天內將任何溢領的款項退還給聯邦醫療保險和聯邦醫療補助服務中心（CMS）。
近年來，監管要求越來越趨嚴格，執法力度也更加嚴厲。
在2018年，CMS用來限制向上編碼（升碼伎倆）的規則（The 2014 overpayment rule）被一位法官裁定取消； CMS已在2019年提出上訴。

## 執法和起訴

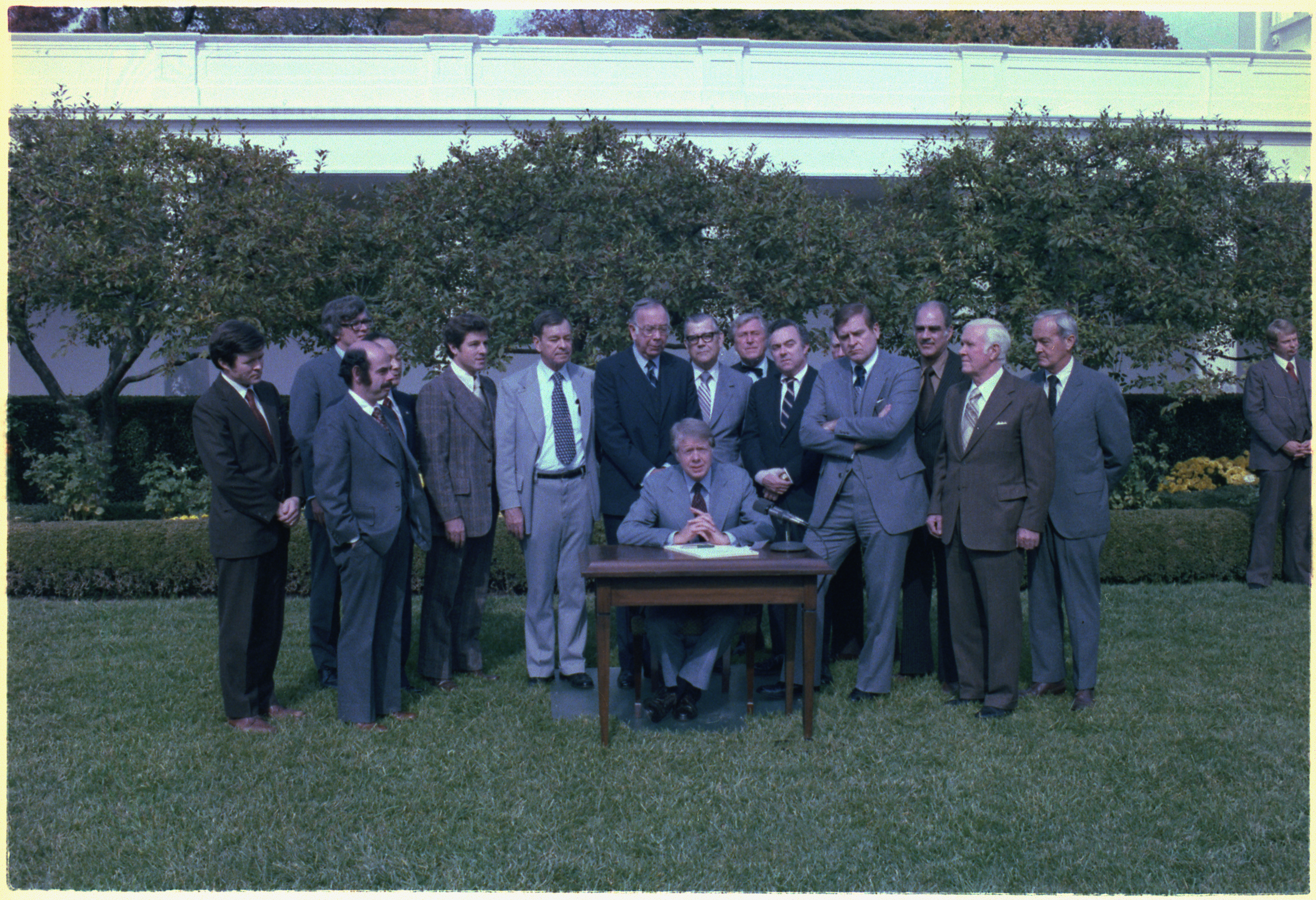
卡特總統在1977年簽署聯邦醫療保險及聯邦醫療補助反詐欺和濫用修正案，成為法律。

根據美國1978年公法95-452（即1978年檢察長法）的規定，美國衛生與公共服務部（HHS）檢察長辦公室負責保護HHS計劃的完整性，其中也包括Medicare和聯邦醫療補助（Medicaid）計劃，以及這些計劃受益人的健康和福祉。檢察長辦公室與聯邦調查局（FBI）合作，共同打擊Medicare詐欺的罪行。
根據《聯邦量刑指南》的規定，被裁定因Medicare詐欺而定罪的被告將遭受嚴厲的處罰，並被撤銷參與HHS計劃的資格。判刑的輕重取決於詐欺的金額大小。被告可能會面臨漫長的入獄時間、驅逐出境（如果是非美國公民）、罰款、和賠償。
1997年，聯邦政府撥出1億美元的經費給聯邦執法機構，用來打擊詐欺行為。這筆錢用來支付給400多名調查理賠詐欺的FBI幹員。 2007年，HHS、HHS檢察長辦公室、聯邦檢察官辦公室、和美國司法部共同在佛羅里達州的邁阿密市成立聯邦醫療保險詐欺打擊小組。在其他經常發生詐欺的城市也設有這種反詐欺幹員小組。僅在邁阿密，就配置有來自各個聯邦機構的二十多名幹員，專門調查Medicare詐欺案件。2009年5月，為進一步打擊Medicare詐欺，總檢察長兼HHS部長凱瑟琳·西貝利厄斯宣布成立新的跨部門Medicare詐欺預防和執行行動小組（HEAT）。當時的聯邦調查局局長羅伯特·穆勒表示，聯邦調查局和HHS檢察長辦公室曾進行過2,400多次公開的醫療詐欺調查。
首屆"全國醫療衛生詐欺峰會"於2010年1月28日舉行，來自公共和私營部門的領導人齊聚一堂，共同尋求以及討論消除美國醫療衛生體系中的詐欺、浪費、和濫用現象的創新方法。此次峰會是執法機構與私人和公共部門之間的首次全國性防治醫療詐欺的會議，也是歐巴馬政府打擊醫療詐欺協調性工作的一部分。
在涉及聯邦的醫療衛生相關詐欺的案件中，從2009年1月至2012年6月，司法部透過《虛假申報法》已經追回超過77億美元的不法款項。

## HCA醫療衛生機構詐欺案
HCA醫療衛生機構（HCA）詐欺案是美國歷史上最大的Medicare詐欺案件之一。從1996年開始，《紐約時報》登載許多報導，詳細研究HCA的業務和Medicare費用報銷方式。導致聯邦政府幹員到這家公司搜索，董事會最終把公司的首席執行官瑞克·史考特罷黜。在揭露的犯行之中，有醫生被提供經濟誘因以帶進患者，偽造診斷代碼以增加Medicare和其他政府計劃的費用報銷，以及向政府開具不必要的實驗室檢查費用，瑞克·史考特本人從未被指控犯有任何不當行為。HCA對十幾項刑事和民事指控認罪，被處以總計17億美元的罰款。1999年，這家公司從原名哥倫比亞/HCA（Columbia/HCA）更改為HCA醫療衛生機構。
2001年，HCA與美國政府達成認罪協議，政府對這家公司的刑事指控被撤除，HCA繳納9,500萬美元的罰款。2002年下半年，HCA同意向美國政府支付6.31億美元，外加利息，支付2.5億美元以解決不當申請的Medicare理賠費用，並支付1,750萬美元給州政府的Medicaid。總體而言，民事訴訟讓HCA的和解費用超過17億美元，其中包括在2003年支付5億多美元獎金給兩名吹哨人。

## 吹哨人所舉報的詐欺
美國司法部對Medicare詐欺的執法工作，在很大程度上是依靠醫事人員提供有關詐欺的資訊。聯邦法律允許詐欺行為的個人舉報者獲得全面保護，免予受到雇主的報復，並根據舉報人提供的資訊，從政府收到的罰款中提列30％作為獎金。根據美國司法部的數據，在1987年至2007年的20年之中，由於舉報者提供訊息，在超過3,660起的Medicare詐欺案件所達成的成的民事和解，讓政府收到高於130億美元的罰款。

### Omnicare公司詐欺案件
2009年11月，CVS Health旗下的Omnicare公司向聯邦政府支付9,800萬美元，以了結根據《虛假申報法》所提起的五項控訴，以及政府指控該公司支付或索取各種不當回扣的訴訟。公司聲稱沒有任何不當行為。指控包括Omnicare向藥廠強生公司索取並獲得不當回扣，以換取Omnicare同意建議所屬醫生向療養院的患者開立強生公司的抗精神病藥（商品名Risperdal（理思必妥））。
從2006年開始，醫療衛生企業家及專業吹哨人Adam B. Resnick根據《虛假申報法》，以及其本人身為非法回扣計劃的當事方，對養老院主要藥物供應商Omnicare公司提起訴訟。據稱，Omnicare公司提供不當回扣給療養院經營者，以確保取得業務，這樣就構成Medicare詐欺和Medicaid詐欺。據稱，Omnicare公司向Mariner Health Care Inc.和SavaSeniorCare Administrative Services LLC兩家療養院連鎖的所有者支付5,000萬美元，以換取繼續向療養院提供藥物服務的權利。
2010年，Omnicare公司向聯邦政府支付1,980萬美元和解金，把美國司法部受理的Adam B. Resnick提出的訴訟了結，而Mariner和SavaSeniorCare兩家療養院連鎖以1,400萬美元達成和解。

## 2010年打擊小組起訴
- 2010年7月，Medicare詐欺打擊小組發布一項有史以來最大的詐欺案件，全國有94人涉嫌總計達2.51億美元的詐欺。被起訴的94人中包括醫生、醫療助理（英语：medical assistant）、和醫療衛生公司的所有者，其中36人被找到並被逮捕。[33][34]在巴頓魯治（31名被告）、邁阿密（24名被告）、布魯克林區（21名被告）、底特律（11名被告）、和休斯頓（4名被告）共有91人受到指控。[33]按金額，將近一半的虛假申請是來自佛羅里達州的邁阿密-戴德縣。[33]Medicare申請理賠的內容包含有人類免疫缺陷病毒治療、醫療器械、物理治療、和其他不必要的服務或物品，或未曾提供過的服務或物品。[35]

- 2010年10月，在洛杉磯的亞美尼亞黑幫（英语：Armenian Power）及其同伙的網絡，使用虛有醫療診所和其他手段，試圖從Medicare騙取1.63億美元，根據當局，這是Medicare歷史上由單獨一組犯罪集團所計劃，規模最大的詐欺案件[36]。因為這項不法企圖而被起訴的73個人中，有50多人於2010年10月13日在紐約州、加利福尼亞州、新墨西哥州、俄亥俄州、和喬治亞州被捕。[37][38]

## 2011年打擊小組起訴
2011年9月，打擊小組在8個城市進行全國性的逮捕行動，有91名嫌疑者參與詐欺計劃（涉及約2.95億美元的虛假帳單）而被列為被告。

## 2012年打擊小組起訴
2012年，在底特律打擊小組的行動，導致兩名被告因參與詐欺計劃（涉及約190萬美元的虛假帳單）而被定罪。
物理治療師Victor Jayasundera於2012年1月18日認罪，並在密歇根州東區被判刑。他除了被判處30個月監禁之外，再加上三年受監督的保釋（supervised release），並被勒令與共同被告連帶賠償855,484美元。
Fatima Hassan與Javasundera共同擁有一家名為Jos Campau物理療的機構，由於她也參與詐欺計劃，於2011年8月25日認罪，並於2012年5月17日被判處48個月監禁。

## 2013年打擊小組起訴
2013年5月，聯邦官員對美國8個城市的89人（包括醫生、護士、和其他醫事人員）因為涉及詐欺計劃而提出指控，政府稱這些計劃的造假總額超過2.23億美元。這場逮捕行動，發生在邁阿密、底特律，洛杉磯、紐約、和其他城市，總共動員過400多名執法人員（包括FBI幹員在內）。

## 2015年打擊小組起訴
2015年6月，聯邦官員向243人，包括46名醫生、護士、和其他醫事人員，因為詐欺計劃而提出指控。政府表示，這些詐欺計劃利用虛假帳單賺取約7.12億美元，這是打擊小組在當時所經手規模最大的破獲行動。被告分別在下述地區被起訴:佛羅里達州南部地區、密歇根州東部地區、紐約州東部地區、德克薩斯州南部地區、加利福尼亞州中部地區、加利福尼亞州東部地區、路易斯安那州東部地區、，德克薩斯州北部地區，伊利諾伊州北部地區、和佛羅里達州中部地區。

## 2019年打擊小組起訴
2019年4月，聯邦官員指控Philip Esformes支付和收取回扣和賄賂，犯下美國歷史上規模最大的Medicare詐欺案件。這個詐欺案件發生在2007年至2016年之間。當年48歲的Philip Esformes是犯罪集團的領導份子，他擁有20多個輔助生活機構（或稱老人公寓）和療養院。當年50歲的奧德特·巴爾查（Odette Barcha）是南邁阿密拉金醫院外展計劃的前主任，巴爾查與當年57歲的帕爾梅托灣地區的物理治療助理阿納爾多·卡穆茲（Arnaldo Carmouze）一起，同為Esformes的共謀。這三人在南佛羅里達州組成一個由品行不良的醫生、醫院、和私人執業機構組成的團隊。這項詐欺計劃的工作方式如下：利用賄賂和不法回扣支付給醫生、醫院，讓他們把患者轉診至Esformes所擁有和控制的設施。那些老人公寓和養老院收容患者，並向Medicare和Medicaid開具不必要、偽造、甚至有時有害的治療的帳單。此外，向Medicare和Medicaid申請的某些費用包括開給鴉片類藥物成癮患者的處方麻醉藥物，以誘使患者留在醫院，達到增加費用的目的。這個犯罪小組使用的另一種技術是當患者達到Medicare和Medicaid允許的最大住院天數時，將患者利用移入或移出來避開規定。這是透過品行不良的醫生來看患者，並協調患者到Esformes擁有的相同或不同的機構中辦理再入院來達成。根據Medicare和Medicaid的準則，患者住院後，被允許在養老院待100天。如果患者待滿100天後，在外度過6天，或者又被送進醫院住院3天，則可進養老院再待100天。這些設施不僅捏造醫療文件，證明已對患者進行治療，而且另外加上從未使用過的設備和藥物的費用。巴爾查功能是擴充醫生和執業機構參與者的數目。她會建議社區醫生和醫院將患者轉診至Esformes所擁有的設施，而獲得金錢回饋。犯罪小組把患者轉至特定設施並收取不當回扣。禁止醫事人員收取回扣的法律有《反回扣法（美國法典 42 U.S.C.§1320a-7b(b)）》及斯塔克法案 。法律規定，醫療服務提供者把患者轉介至醫生本人或是家庭成員所擁有的設施，以收取可向Medicare和Medicaid申請報銷的費用即屬違法，法律還禁止醫療衛生提供者因介紹患者轉診而接受賄賂。卡穆茲列入這個案件被告的原因是對不確定是否需要藥物的患者開出不必要的處方藥。他還協助社區醫生進入Esformes擁有的設施拜訪患者，以便醫生向Medicare和Medicaid開立帳單，而Esformes又拿回扣。卡穆茲還協助偽造醫療文件，以證明對政府申請報銷的許多藥物、治療、訪視、和設備，都有醫療必要性。 Esformes被拘留，自2016年開始直到2019年，最終被判處長達20年的牢獄監禁。

## 外部連結
- Stop Medicare Fraud （页面存档备份，存于） site by US Government
- Fraud Overview at Medicare.gov site
- FBI.gov （页面存档备份，存于）